# 충청북도음성교육지원청
충청북도음성교육지원청(忠淸北道陰城敎育支援廳, Eumseong Office of Education)은 충청북도 음성군을 관할하는 충청북도교육청 산하의 교육지원청이다.
교육장은 장학관으로 보한다.

## 산하 기관

### 초등학교
| - 감곡초등학교 - 남신초등학교 - 능산초등학교 - 대소초등학교 - 대장초등학교 - 동성초등학교 | - 맹동초등학교 - 무극초등학교 - 부윤초등학교 - 삼성초등학교 - 생극초등학교 - 소이초등학교 | - 수봉초등학교 - 쌍봉초등학교 - 오갑초등학교 - 오선초등학교 - 용천초등학교 - 원남초등학교 | - 원당초등학교 - 청룡초등학교 - 평곡초등학교 - 하당초등학교 |

### 중학교
| - 감곡중학교 - 대소중학교 - 동성중학교 | - 매괴여자중학교 - 무극중학교 - 삼성중학교 | - 생극중학교 - 음성여자중학교 | - 음성중학교 - 한일중학교 |